# Luciana Potenza
Luciana Potenza (La Matanza, Argentina; 1 de noviembre de 1994) es una abogada y política argentina del Partido Justicialista. Es Diputada de la Nación Argentina por la Provincia de Buenos Aires desde 2023.

## Biografía
Potenza es abogada de la Universidad de Buenos Aires y dirigente de la Cámpora en La Matanza. En 2021 fue designada como Coordinadora de Prestaciones Sociales del PAMI en La Matanza.
En 2023 fue electa Diputada Nacional por la Provincia de Buenos Aires, luego de integrar la nómina de Unión por la Patria.

## Historial electoral
| Año  | Candidatura                            | Partido/Coalición                         | Elección     | votos     | Porcentaje       | Resultado                 |
| ---- | -------------------------------------- | ----------------------------------------- | ------------ | --------- | ---------------- | ------------------------- |
| 2023 | Diputado de la Nación por Buenos Aires | Partido Justicialista/Unión por la Patria | Legislativas | 4.094.665 | \| \| 43,71 % \| | Electo (12vo lugar lista) |
|      | 43,71 %                                |                                           |              |           |                  |                           |